# David McCullough
Pour les articles homonymes, voir McCullough.
David Gaub McCullough, né le 7 juillet 1933 à Pittsburgh (Pennsylvanie) et mort le 7 août 2022 à Hingham (Massachusetts), est un écrivain, historien et biographe américain.
Il est l'une des rares personnes à avoir reçu deux fois le Prix Pulitzer dans la catégorie Biographie, pour ses livres Truman et John Adams.

## Biographie
David Gaub McCullough est le fils de Christian Hax McCullough, un homme d'affaires, et de Ruth (Rankin) McCullough.
Il meurt le 7 août 2022 à son domicile d'Hingham, à l'âge de 89 ans.

## Œuvres traduites en français
- 1776 [« 1776 »], trad. de Mathieu Fleury, Varennes, (Québec), Canada, Éditions AdA, 2007, 493 p.  (ISBN 978-2-89565-389-9)
- Le Voyage à Paris. Les Américains à l’école de la France, 1830-1900 [« The Greater Journey. Americans in Paris »], trad. de Pierre-Emmanuel Dauzat, Paris, La Librairie Vuibert, 2014, 576 p.  (ISBN 978-2-311-10024-2)

## Distinctions

### Décorations
- Officier de la Légion d'honneur en septembre 2014[4]

### Prix et récompenses
- Bourse Guggenheim
- 1978 : Francis Parkman Prize (en) pour Le Chemin entre les mers
- 1981 : Los Angeles Times Book Prize pour Mornings on Horseback
- 1992 : Lionel Gelber Prize (en) pour Truman
- 1993 : Francis Parkman Prize (en) pour Truman
- 1993 : Prix Pulitzer de la biographie ou de l'autobiographie pour Truman[5]
- 1993 : Lecture à l'Université Yale le 22 mars 1993
- 1993 : St. Louis Literary Award (en) de l'université de Saint-Louis
- 1995 : Helmerich Award (en)
- 1995 : Prix Charles Frankel
- 1995 : National Book Award, pour l'ensemble de son œuvre[6]
- 2002 : Prix Pulitzer de la biographie ou de l'autobiographie pour John Adams[7]
- 2006 : Médaille présidentielle de la Liberté, la plus haute distinction civile américaine[8].
- 2009 : Salvatori Prize for American Citizenship
- 2012 : Médaille d'or de l'American Academy of Arts and Letters (en) dans la catégorie Biographie.
- 2015 : Membre d'honneur de la fraternité Phi Beta Kappa de l'université Yale[9]
- Légende vivante de la Bibliothèque du Congrès (en)

### Sociétés savantes
- Membre de la John Simon Guggenheim
- Membre de l'American Academy of Arts and Sciences
- Membre de l'American Academy of Arts and Letters
- Membre de l'American Academy of Achievement[10]

### Doctorathonoris causa
Il a obtenu plus de 40 doctorats honoris causa :
- Université Yale en 1998
- Université du Massachusetts à Boston en 1998[11]
- Université Brown en 2000 en Littérature[12]
- Université du Nord-Est le 15 juin 2002 [13]
- Université de l'Utah le 8 mai 2009[14]
- Université Marquette en 22 mai 2011  en Lettres[15]
- American University of Paris en 2012 ( France)[16]
- Air University le 16 novembre 2015 en Lettres[17]
- Providence College en 20 mai 2018 en Lettres[18]
- Bates College en Lettres[19]
- Eastern Nazarene College